# Leudelange

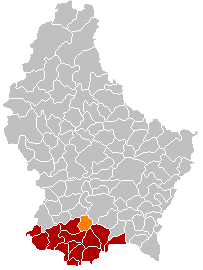
markerad med orange i karta över Luxemburg

Leudelange (luxemburgska Leideleng Écouter, tyska: Leudelingen är en kommun i [Esch-sur-Alzette i Luxemburg. Antalet invånare är 2 400. Arean är 13,6 kvadratkilometer.